# Étienne Pirot
Étienne Pirot, conocido por Étienne, (Grenoble, 1 de noviembre de 1952-17 de enero de 2025) fue un escultor francés. 

## Vida y obras
Se crio en el Dauphiné hasta que su padre, Jean-Marie Pirot, el pintor Arcabas, fue invitado en 1969 por el Consejo Nacional de las Artes de Canadá. Continuó sus estudios en la Universidad de Ottawa, donde su padre era profesor. De vuelta a Francia en 1972, continuó sus estudios en Marsella, donde obtuvo una licenciatura en Bellas Artes. A continuación, ingresó en la Escuela Nacional de Bellas Artes de París. En el final de su vida tenía su residencia compartida entre sus estudios en París y la Ile de Ré.
Obras en espacios urbanos
- Paul Claudel en Montigny-le-Bretonneux
- l'Europe en Rueil-Malmaison
- le Baiser plaza de la estación de Mantes-la-Jolie
- Robert Doisneau en el colegio Robert-Doisneau de Chalon-sur-Saône
- La Conversación en La Habana